# Theodor Zetterstrand
Theodor Zetterstrand (i riksdagen kallad Zetterstrand i Norrköping), född 20 december 1852 i Norrköping, död där 5 januari 1922, var en svensk jurist och politiker (liberal). Han var son till Johan Zetterstrand och far till Björn Zetterstrand.

## Biografi
Theodor Zetterstrand, som kom från en prästfamilj, studerade juridik vid Uppsala universitet och utsågs 1888 till justitierådman och överexekutor i Norrköping. Han anlitades också i olika statliga utredningar om bland annat arbetslivsfrågor.
Han var riksdagsledamot i andra kammaren 1894–1917, fram till 1911 för Norrköpings stads valkrets och från 1912 för Norrköpings och Linköpings valkrets. De första åren tillhörde han inte någon partigrupp, men år 1899 anslöt han sig till den liberalt präglade Friesenska diskussionsklubben som år 1900 uppgick i Liberala samlingspartiet. Från 1909 stod han dock utanför Liberala samlingspartiet och betecknade sig 1909–1910 som vänstervilde, 1912–1914 som frisinnad vilde, höstriksdagen 1914 som frisinnad försvarsvän och 1915–1917 som moderat vilde.
I riksdagen var han bland annat ledamot av lagutskottet 1900–1909, åren 1901–1909 som vice ordförande. Han engagerade sig inom många områden, bland annat om skatter, skolfrågor och återhållsam budgetpolitik. Bland övriga frågor som han tagit upp kan nämnas kvinnors och utlänningars rätt till lärartjänst vid universitet, åtgärder mot arsenikförgiftning, rätten att använda namnet Rikstidningen som titel på en skandaltidning samt åtgärder för sillfångstens avsättning inom Sverige.